# Satellite zombie
 (novembre 2022).
Un satellite zombie est un satellite qui se remet à communiquer après une longue période d'inactivité. C'est un type de débris spatial. À la fin de leur durée de vie, les satellites subissent en général un déclin d'orbite et sont détruits par la chaleur de leur rentrée atmosphérique. Les satellites zombies, cependant, maintiennent une orbite stable mais sont partiellement ou totalement inopérants, empêchant les opérateurs de communiquer avec eux de manière cohérente.

## Histoire

### Transit 5B-5
L'un des plus anciens satellites zombies connus est Transit 5B-5. Il a été lancé en 1964 dans le cadre du système américain Transit, l'un des premiers systèmes de navigation par satellite. Transit 5B-5 est toujours sur une orbite polaire stable, bien que les opérateurs soient incapables de le contrôler. Lorsqu'il se trouve dans de bonnes conditions d'ensoleillement, il a continué à émettre des données analogiques et numériques sur la fréquence 136,65 Mhz au moins jusqu'en 2010.

### LES-1
LES-1 (Lincoln Experimental Satellite 1) est un satellite de télécommunication lancé par l'US Air Force le 11 février 1965 pour étudier l'utilisation des transmissions radio à supra-haute fréquence. N'ayant jamais atteint l'orbite optimale, il est resté hors de contact pendant plus de 40 ans avant que ses transmissions reprennent spontanément et soient détectées par hasard en 2013, autour de la fréquence 237 Mhz,.

### AMSAT-OSCAR 7
AMSAT-OSCAR 7 est un satellite de télécommunication amateur lancé en orbite terrestre basse le 15 novembre 1974, opérationnel jusqu'à une panne de batterie en 1981. Après 21 ans de silence apparent, le satellite est de nouveau entendu le 21 juin 2002 – 27 ans après son lancement. En novembre 2022, des contacts radio sont encore établis quotidiennement.

### Galaxy 15
Galaxy 15 est un satellite de télécommunications américain lancé en 2005. En avril 2010, son opérateur, Intelsat, perd le contrôle du satellite, qui dérive hors de son créneau orbital. Plusieurs mois plus tard, le 27 décembre 2010, le satellite redémarre et répond à nouveau aux commandes. Intelsat le repositionne sur son créneau orbital d'origine en avril 2011. Le 19 août 2022, Intelsat annonce avoir à nouveau perdu le contrôle du satellite, probablement à cause d'un orage magnétique.

### IMAGE
IMAGE (Imager for Magnetopause-to-Aurora Global Exploration) est un satellite de la NASA étudiant la magnétosphère terrestre, lancé en 2000. Il cesse subitement de fonctionner en décembre 2005. Il est retrouvé par un astronome amateur, puis par la NASA, en janvier 2018. Les transmissions sont erratiques pendant plusieurs mois où la NASA tente de reprendre le contrôle du satellite, sans succès, avant de perdre définitivement le signal à la fin du mois d'août 2018,,.

### LES-5
Le 24 mars 2020, le contact avec un autre satellite expérimental Lincoln perdu, LES-5, a été établi par Scott Tilley. Le satellite ne fonctionne que lorsque ses panneaux solaires sont suffisamment éclairés.

## Voir également
- Débris spatiaux
- Liste des accidents et incidents liés aux vols spatiaux
- Syndrome de Kessler